# Saly Ruth Ramler
Saly Ruth Ramler (známá též jako Saly Ruth Struik) (10. listopadu 1894, Kolomei, Halič, Ukrajina – 26. listopadu 1993, Massachusetts, USA) byla první ženou, která na Německé univerzitě v Praze získala v roce 1919 doktorát z matematiky. Její dizertační práce z roku 1919 byla zaměřena na axiomy afinní geometrie. Byla kladně hodnocena profesory matematiky Georgem Alexandrem Pickem a Gerhardem Hermannem Waldemarem Kowalewskim. Saly Ruth Ramler se v roce 1923 vdala za holandského matematika a historika Dirka Jana Struika. V letech 1924 až 1926 cestovali po Evropě a setkávali se s mnoha předními matematiky. V roce 1926 emigrovali do USA, kde Dirk Jan Struik získal práci v Massachusetts Institute of Technology (MIT).

## Životopis

### Rodinný background
Saly Ruth Ramler se narodila 10. listopadu 1894 v židovské rodině. Jejím otcem byl židovský obchodník v Kolomei Gerson Ramler (1863–1930) a její matkou byla Franziska Ramler (* 1860, rozená Rosenblatt) pocházející z židovské obchodnické rodiny ze Sadagury.  Sally měla celkem pět starších sourozenců.  Celá rodina se hlásila k židovské víře. V roce 1897 se Ramlerovi přestěhovali do Prahy na Královské vinohrady.

### Studia
Saly Ramler studovala nejprve v Praze na Královských Vinohradech na Německém dívčím gymnáziu, kde také 7. července 1914 (21 dní před vypuknutím první světové války) maturovala (s výborným prospěchem). Na filosofické fakultě pražské Německé univerzity následně studovala (v letech 1914 až 1918) matematiku a fyziku, ale její zájmy byly mnohem širší (moderní jazyky, historie, filozofie, sport i moderní tanec). Žádost o zahájení doktorského řízení podala Saly Ramler na Filosofické fakultě Německé univerzity 29. září 1919. Předložila doktorskou práci s názvem „Geometrische Darstellung und Einteilung der Affinitäten in der Ebene und im Raume. Dreiecks- und Tetraeder-inhalt.“  Profesoři matematiky Georg Alexander Pick a Gerhard Hermann Waldemar Kowalewski (1876–1950) ohodnotili (11. listopadu 1919, přesně rok po skončení první světové války) její práci termínem „approbiert“ (schváleno) a dali souhlas s tím, aby Saly Ramler pokračovala v již započatém doktorském řízení. Zhruba v polovině listopadu 1919 složila (s prospěchem ausgezeichnet (vynikající)) Saly Ramler dvohodinovou rigorózní zkoušku z matematiky a počátkem prosince 1919 absolvovala vedlejší rigorózní jednohodinovou zkoušku z filozofie (opět s prospěchovým hodnocením ausgezeichnet). Dva týdny před štědrým dnem roku 1919 (dne 11. prosince 1919) byla Saly Ramler promována a získala titul doktorka filozofie. Stala se tak vůbec první ženou, která na Německé univerzitě v Praze získala doktorát z matematiky. 

### Kariéra
Saly Ramler složila (v letech 1920 až 1921) na Německé univerzitě v Praze zkoušku učitelské způsobilosti z předmětů matematika a fyzika. Získala tak oprávnění vyučovat na středních školách, kde byla vyučovacím jazykem němčina. Krátce pak Saly Ramler pracovala jako středoškolská profesorka matematiky a fyziky na Německém dívčím lyceu v Praze II. V červenci roku 1921 se zúčastnila tělocvičného kurzu v Německu. V září roku 1921 pak byla na kongresu Německých matematiků v Jeně. V březnu roku 1922 podnikla Saly Ramler studijní cestu do Lucemburska a v lednu 1923 pak studijní cestu do Německa.

### Dirk Jan Struik
Na matematickém kongresu v Jeně se Saly Ramler poprvé setkala s holandským královským matematikem, profesorem a historikem matematiky Dirkem Janem Struikem (1894–2000). Civilní sňatek (oba snoubenci prohlásili, že jsou bez vyznání) se konal 14. července 1923 v Praze. Saly Ramler následovala svého manžela do Holandska, pak do Itálie, Německa, Francie a zpět do Holandska. V roce 1926 odcestovali manželé do USA, kde Dirk Jan Struik získal místo profesora matematiky na Massachusetts Institute of Technology (MIT).

### Odborná práce a rodina
V prvních letech manželství Saly Ramler se svým manželem procestovala téměř celou Evropu. Pracovala jako historička matematiky; zkoumala pražskou pozůstalost matematika Bernarda Bolzana; spolupracovala na italském překladu Eukleidových Základů. Nakonec ale Saly Ramler vědeckou kariéru opustila a pomáhala manželovi budovat kariéru. Doprovázela ho rovněž na přednáškových pobytech a cestách po světě. Také se věnovala výchově jejich tří dcer.

### Léta 1977 až 1993
Padesát osm let (v roce 1977) od ukončení svých studií (rok 1919) publikovala Saly Ruth Struik německy psaný článek nazvaný „Flächengleichheit und Cavalierische Gleichheit von Dreiecken“ (Povrchová rovnost a Cavalierová rovnost trojúhelníků). Stručný obsah tohoto článku byl publikován v referativním časopisu Zentralblatt für Mathematik und ihre Grenzgebiete. (Centrální žurnál matematiky a jejích hranic.) Jako svoji adresu uvedla autorka město Belmont ve státě Massachusetts v USA. Článek uveřejnila s pomocí anglického matematika švýcarského původu Paula Bernayse.
Saly Ramler Struik zemřela dne 26. listopadu 1993 v Massachusetts ve věku 99 let.

## Rodina

### Dcery
Saly Ruth Struik byla matkou tří dcer:
- Ruth Rebekka (* 1928) (stala se profesorkou matematiky na University of Colorado)
- Anne (asi * 1930) (byla středoškolskou učitelkou v Arlingtonu)
- Gwendolyn (* 1932) (pracovala jako ekoložka na Novém Zélandu)

### Sourozenci
Saly Ruth Ramler měla pět starších sourozenců, kteří se vzájemně podporovali ve studiu i ve svých obchodních aktivitách. Dlouho společně bydleli a společně si hradili své životní náklady a i jinak si vzájemně pomáhali. To se projevilo především druhé polovině třicátých let dvacátého století a neméně pak za druhé světové války.

#### Natali (* 5. listopadu 1887)
V letech 1908 až 1913 studovala Natali na Filosofické fakultě Německé univerzity v Praze. Tady v roce 1913 obhájila doktorát z filozofie a následně se stala středoškolskou profesorkou němčiny a angličtiny. Až do roku 1939 vyučovala na Německém dívčím gymnáziu v Praze na Královských Vinohradech. Na počátku roku 1939 emigrovala společně se svojí sestrou Ernestinou do USA.

#### Ernestine (* 9. května 1889)
Ernestine pracovala jako bankovní úřednice v Praze. Na počátku roku 1939 společně se svojí sestrou Natalií emigrovala do USA. Obě uměly dobře anglicky, německy a francouzsky. Navíc měly dostatečné finanční prostředky a v zámoří dobře situovanou sestru (Saly Ruth Struik).

#### Rosa (* 20. srpna 1891)
Rosa zpočátku pomáhala svému otci s rodinným obchodem. Potom vedla vlastní obchod s krajkami. Následně se stala úřednicí, pracovala v soukromém ateliéru ručních prací a nakonec se opět vrátila k prodeji krajek. Ke konci roku 1938 emigrovala do Švýcarska. Svůj odchod z Československa nekoordinovala ani s Natalií ani Ernestinou, neovládala cizí jazyky a ani neměla dostatek finančních prostředků. Svůj život skončila sebevraždou (utopila se v Curyšském jezeře).

#### Leon (* 21. září 1892)
V letech 1912 až 1920 studoval Filosofickou fakultu Právnické fakulty Německé univerzity v Praze, kterou dokončil v roce 1920, kdy se stal doktorem práv. Jako jediný z rodiny Ramlerů se v roce 1920 hlásil ke katolické víře. Leon byl tajemníkem firmy „Griotte podniky“, což byla akciová společnost Ludvíka Vantocha z Nymburka. Pro tuto firmu obstarával veškeré úřední záležitosti, zastupoval její obchodní zájmy v Československu i v zahraničí a reprezentoval firmu na mezinárodních veletrzích a výstavách. Ovládal právo i účetnictví a plynule slovem i písmem německý, český, francouzský, anglický a španělský jazyk.
V květnu roku 1939 zažádal o vystěhovalecký pas do Velké Británie, ale zřejmě neobdržel britské vízum. V létě roku 1940 žádal o vystěhování do USA, předložil veškeré potřebné doklady a k žádosti přiložil i zvací dopis od své sestry Saly Ruth Struik. K vystěhování nedošlo. V září 1940 byl prošetřován pražskou policií pro nedodržování cizineckých předpisů. Úřady jej považovaly za polského žida. Leon byl odsouzen ke dvouměsíčnímu vězení za neoprávněné užívání občanského průkazu a za vydávání se za římského katolíka. Když byl propuštěn z vězení měl být vyhoštěn z Protektorátu Čechy a Morava, ale byl mu zabaven cestovní pas (měl jen provizorní doklad totožnosti) a navíc se musel denně hlásit na policii. Doklady potřebné k řádnému vystěhování do USA sháněl ještě koncem října 1941, ale o měsíc později (30. listopadu 1941) byl transportem H pod číslem 851 deportován do ghetta v Terezíně a 1. dubna 1942 transportem Ag pod číslem 85 odvezen do koncentračního tábora Piaski  (pobočka Osvětimi), kde byl krátce po svém příjezdu zavražděn.